# Ja w kapeli (seria 2)
Seria druga amerykańskiego sitcomu młodzieżowego Ja w kapeli została oryginalnie wyemitowana przez amerykański Disney Channel od 17 stycznia do 9 grudnia 2011. W Polsce została po raz pierwszy pokazana, również przez Disney Channel od 23 lipca 2011.

## Role

### Główne
| Postać                  | Odtwórca            | Odcinki |
| ----------------------- | ------------------- | ------- |
| Tripp Campbell          | Logan Miller        | 21      |
| Derek Jupiter           | Steve Valentine     | 21      |
| Burger Pitt             | Greg Baker          | 21      |
| Ashley „Ash” Tyler      | Stephen Full        | 21      |
| Isabella „Izzy” Fuentes | Caitlyn Taylor Love | ok. 15  |

### Drugoplanowe
| Postać               | Odtwórca            | Odcinki |
| -------------------- | ------------------- | ------- |
| Simon Craig          | Alan Thicke         | 4       |
| Beth Campbell        | Beth Littleford     | 3       |
| Dyrektor Jenkins     | Mark Teich          | 5       |
| Charles Albertson    | Zayne Emory         | 3       |
| Cornelius Strickland | Reginald VelJohnson | 1       |

## Lista odcinków
- Logan Miller, Steve Valentine, Greg Baker i Stephen Full są obecni we wszystkich odcinkach.
- Caitlyn Taylor Love jest nieobecna w okołu 6 odcinkach.

| 22/23 | I’m Out of the Band                 | Shelley Jensen   | Michael B. KaplanRon Rappaport  | 17 stycznia 2011    | 23 lipca 2011     |
| Tripp porzuca zespół Iron Weasel i dołącza do konkurencyjnego zespołu Metal Wolf. Ash, Burger i Derek próbują odzyskać gitarzystę i uratować zespół przed rozpadnięciem. Piosenki: „Never Turning Back” Gość specjalny: Jerry Rice jako on sam Role gościnne: Mark Gagliardi jako Savage, Randy Sklar jako Blaze, Jason Sklar jako Claw, Eve Brenner jako babcia Nina                                                                        |                                     |                  |                                 |                     |                   |
| 24 | Iron Weasel: The Video Game         | Shelley Jensen   | Eric Friedman                   | 24 stycznia 2011    | 30 lipca 2011     |
| Iron Weasel otrzymują propozycję stworzenia gry video o nich przez Gamer Planet. Okazują się jednak zbyt wymagający wobec szefowej firmy i gra zostaje odrzucona. Członkowie zespołu postanawiają stworzyć grę samodzielnie. Piosenki: „Rock Hard or Go Home” Role gościnne: Genevieve Hannelius jako Miss Dempsey, Amir Talai jako Avi Potel Nieobecna: Caitlyn Taylor Love jako Izzy                                                       |                                     |                  |                                 |                     |                   |
| 25 | Extreme Weasel Makeover             | Joel Zwick       | Richard Gurman                  | 31 stycznia 2011    | 13 sierpnia 2011  |
| Zespół Iron Weasel chce nawiązać współpracę ze znanym producentem muzycznym, Simonem Craigiem. Simon stawia jednak warunek: zespół musi zmienić swój wygląd, muzykę i nazwę na Thunder Monkey. Członkowie zespołu muszą przemyśleć decyzję. Gość specjalny: Alan Thicke jako Simon Role gościnne: Nicholas Logan jako Lassi, Alexei Ryan jako Blain, Angel Amaral jako Shaw Nieobecna: Caitlyn Taylor Love jako Izzy                         |                                     |                  |                                 |                     |                   |
| 26 | Camp Weasel Rock                    | Victor Gonzalez  | Rick Nyholm                     | 7 lutego 2011       | 21 sierpnia 2011  |
| Zespół Iron Weasel postanawia założyć obóz dla małych dzieci, który ma ich nauczyć grania ostrej muzyki. Wkrótce do obozu dołącza syn legendarnego rockmana, Eddiego Novy. Członkowie zespołu mają go zmusić do porzucenia muzyki klasycznej. Role gościnne: Harry Van Gorkum jako Eddie, Atticus Shaffer jako Junior Pozostałe role: Tristan Pasterick jako T.J., Haley Tju jako Zoey                                                       |                                     |                  |                                 |                     |                   |
| 27 | Chucky’s Revenge                    | Joel Zwick       | David Shayne                    | 28 lutego 2011      | 27 sierpnia 2011  |
| Iron Weasel mają napisać nowy utwór dla Simon Craig Records. Następnego dnia Simon idzie do Spa i zostawia członkom zespołu pod opiekę swojego pasierba Chucky’ego, przez którego niegdyś kapela wpadła w szał. Piosenki: „Get Away From Me” Gość specjalny: Alan Thicke jako Simon Role gościnne: Zayne Emory jako Charles Albertson |                                     |                  |                                 |                     |                   |
| 28 | Burning Down The House              | Victor Gonzalez  | Ron Rappaport                   | 7 marca 2011        | 3 września 2011   |
| Przez zespół Iron Weasel dom Trippa staje w płomieniach, więc Beth każe im opuścić dom na zawsze. Wkrótce wychodzi na jaw, że zespół jest niewinny, a pożar spowodowała zostawiona przez Beth lokówka. Później okazuje się jednak, że Ash robił nią frytki, więc to on spowodował pożar, co jednak jest przez wszystkich zignorowane. Role gościnne: Beth Littleford jako Beth Nieobecna: Caitlyn Taylor Love jako Izzy                      |                                     |                  |                                 |                     |                   |
| 29 | Who Dunnit?                         | Victor Gonzalez  | Steve Jarczak Shawn Thomas      | 14 marca 2011       | 24 września 2011  |
| Simon Craig zaprasza zespół Iron Weasel do siebie, podczas gdy dom Trippa jest naprawiany. Prosi on również zespół o zaopiekowanie się Chuckym, gdy będzie prowadził imprezę. Nieoczekiwanie Chucky znika. Zespół musi odnaleźć chłopca przed powrotem Simona. Gość specjalny: Alan Thicke jako Simon Role gościnne: Zayne Emory jako Charles Albertson                                                                                      |                                     |                  |                                 |                     |                   |
| 30 | Yo, Check My House                  | Steve Zuckerman  | Eric Friedman                   | 21 marca 2011       | 26 listopada 2011 |
| Zespół kupuje nowe meble do domu, ale Tripp podpisuje kontrakt z programem „Yo, Check My House” który burzy niewystarczająco fajne domy. W tym czasie Iron Weasel chcą trzymać Beth z dala od domu, aby nie przynosiła im wstydu. Role gościnne: Beth Littleford jako Beth, Preston Jones jako Kurt Dirkman, James Hong jako Leon Nieobecna: Caitlyn Taylor Love jako Izzy                                                                   |                                     |                  |                                 |                     |                   |
| 31 | Grand Theft Weasel                  | Steve Valentine  | Ryan Levin                      | 28 marca 2011       | 7 stycznia 2012   |
| Tripp chce nauczyć zespół, aby nie wydawali pieniędzy na głupoty. Ukrywa więc ich worek z pieniędzmi. Gdy zespół nie może znaleźć swoich pieniędzy, zaczyna torturować Chucky’ego, myśląc, że to on jest odpowiedzialny za ich zniknięcie. Gość specjalny: Alan Thicke jako Simon Role gościnne: Zayne Emory jako Charles Albertson |                                     |                  |                                 |                     |                   |
| 32 | Don’t Date the Principal’s Daughter | Paul Lazarus     | Eric Friedman                   | 4 kwietnia 2011     | 14 stycznia 2012  |
| Tripp zakochuje się w Gii, dziewczynie ze szkoły. Wkrótce okazuje się, że jest ona córką dyrektora Jenkinsa. Zespół planuje wyswatać matkę Trippa z dyrektorem, aby Tripp mógł swobodnie spotykać się z Gią. Nieoczekiwanie sytuacja wymyka się spod kontroli. Role gościnne: Beth Littleford jako Beth, J. Paul Boehmer jako Bill, Mark Teich jako Dyrektor Jenkins, Lauran Irion jako Gia Jenkins Nieobecna: Caitlyn Taylor Love jako Izzy |                                     |                  |                                 |                     |                   |
| 33 | Weasels on a Plane                  | Shelley Jensen   | Ryan Levin                      | 13 czerwca 2011     | 21 stycznia 2012  |
| Członkowie zespołu Iron Weasel mają lecieć prywatnym odrzutowcem na swój koncert w Nowym Jorku. Przypadkowo wsiadają do złego odrzutowca i pilot odmawia wylądowania. Tripp, Derek, Burger i Ash muszą wziąć sprawy we własne ręce. Role gościnne: Brian Michael Jones jako Sherman, William Christian jako Pilot, Brad Grunberg jako DJ Gruby Nieobecna: Caitlyn Taylor Love jako Izzy                                                      |                                     |                  |                                 |                     |                   |
| 34 | Lord of the Weasels                 | Victor Gonzalez  | Steve Jarczak Shawn Thomas      | 20 czerwca 2011     | 28 stycznia 2012  |
| Czując się zagrożony przez Trippa, Derek porzuca Iron Weasel i zostaje królem w filmie live-action. Tripp, Burger i Ash robią wszystko, by odzyskać lidera swojego zespołu. Role gościnne: Lou Saliba - jako Jeff, Zach Callison jako Billy |                                     |                  |                                 |                     |                   |
| 35 | Weaselgate                          | Sean Mulcahy     | Rick Nyholm                     | 27 czerwca 2011     | 4 lutego 2012     |
| Izzy chce zostać przewodniczącą szkoły, ale na przeszkodzie stoi jej Bryce Johnson. Tripp postanawia pomóc przyjaciółce w kampanii wyborczej. Role gościnne: Mark Teich jako Dyrektor Jenkins, Spencer Boldman jako Bryce Johnson, Shawn Harrison jako Gospodarz Teleturnieju |                                     |                  |                                 |                     |                   |
| 36 | Prank Week #2                       | Victor Gonzalez  | Ron Rappaport                   | 1 sierpnia 2011     | 4 lutego 2012     |
| Iron Weasel chcą zemścić się na Trippie za ubiegłoroczny żart, jednak Burger nie może wytrzymać presji i wszystko psuje. Po rozmowie z Trippem postanawia udowodnić Ashowi i Derekowi, że mogą na niego liczyć i organizuje kolejny żart. Role gościnne: Mark Teich jako Dyrektor Jenkins |                                     |                  |                                 |                     |                   |
| 37 | Pain Games                          | Eric Dean Seaton | Rick Nyholm                     | 8 sierpnia 2011     | 3 marca 2012      |
| Izzy próbuje namówić Iron Weasel żeby zagrali na szkolnej imprezie, jednak zespół woli zagrać tego dnia większy koncert. Metal Wolf powraca, by odgryźć się Iron Weasel za kradzież koncertu w czasie mistrzostw footballu i przyjmuje Bryce’a Johnsona do swojego składu. Role gościnne: Mark Gagliardi - jako Savage, Randy Sklar jako Blaze, Jason Sklar jako Claw, Spencer Boldman - jako Bryce Johnston, Lauran Irion jako Gia Jenkins  |                                     |                  |                                 |                     |                   |
| 38 | Iron Weasel Gets Schooled           | 15 sierpnia 2011 | 4 marca 2012                    |                     |                   |
| Tripp dochodzi do wniosku, że skoro Iron Weasel nie skończyli szkoły, on też nie musi. Derek, Burger i Ash próbują przekonać go do kontynuowania nauki. Tripp zgadza się pod warunkiem, że chłopaki wrócą razem z nim i ukończą liceum. Iron Weasel podejmują wyzwanie. Role gościnne: Mark Teich jako Dyrektor Jenkins, Reginald VelJohnson jako Cornelius Strickland, Valorie Hubbard jako Pani Landolf                                    |                                     |                  |                                 |                     |                   |
| 39 | Kicked Out for Band Behavior        | Victor Gonzalez  | Michael B. Kaplan Ron Rappaport | 26 września 2011    | nieemitowany      |
| Na czas służbowego wyjazdu Beth Iron Weasel opiekują się Trippem. Nie podoba się to dyrektorowi Jenkinsowi, który przysyła do domu kuratora mającego ocenić jak chłopaki dają sobie radę. Role gościnne: Mark Teich jako Dyrektor Jenkins, Mary K Devault jako Vivian Durnont |                                     |                  |                                 |                     |                   |
| 40 | Iron Weasel vs. Mini Weasel         | Victor Gonzalez  | David Shayne                    | 3 października 2011 | nieemitowany      |
| Iron Weasel poznają swoich przeciwników „Mini Weasel”, zatrudniają „Mega Weasel”. I stoczyli pojedynek „Mini Weasel” vs. „Mega Weasel”. Role gościnne: Kevin Thompson jako Mini Derek, David Mattey jako Mega Derek, Mark Munoz jako Mini Ash, Dana Michael Woods jako Mini Burger, Joseph S. Griffo jako Mini Tripp, Jeff Hatch jako Mega Ash, Troy Brenna jako Mega Burger, Justin Lopez jako Mega Tripp                                   |                                     |                  |                                 |                     |                   |
| 41 | Trippnotized                        | Shelley Jensen   | Richard Gurman                  | 7 grudnia 2011      | nieemitowany      |
| Tripp zostaje zahipnotyzowany. Role gościnne: Alan Thicke jako Simon Craig, Randy Sklar jako Blaze, Jason Sklar jako Claw, Mark Gagliardi jako Savage, Anjali Bhimani jako Tasha Bell. |                                     |                  |                                 |                     |                   |
| 42 | Raiders of the Lost Dad             | Victor Gonzalez  | 9 grudnia 2011                  | nieemitowany        |                   |
| Ash, Burger i Derek zauważają, że Tripp dziwnie się zachowuje. Dochodzą do wniosku, że dorastającemu chłopakowi brakuje silnej męskiej ręki w wychowaniu więc postanawiają odnaleźć niewidzianego od wielu lat ojca chłopaka. Role gościnne: James Patrick Stuart jako Jack Campbell, Suzanne Cryer as Dominique, Alex Frnka jako Monique, Craig Ricci Shaynak jako Dan                                                                      |                                     |                  |                                 |                     |                   |